# Saint-Martial-de-Valette
Saint-Martial-de-Valette là một xã, nằm ở tỉnh Dordogne vùng Aquitaine của Pháp. Xã này có diện tích 15,71 km², dân số năm 2005 là 819 người. Xã nằm ở khu vực có độ cao trung bình 153 m trên mực nước biển.

## Hành chính
| Danh sách các xã trưởng                |             |                   |      |         |
| Giai đoạn                              | Giai đoạn   | Tên               | Đảng | Tư cách |
| 1995                                   | đương nhiệm | Gabriel Dumonteit | PCF  | hưu trí |
| Tất cả các dữ liệu trước đây không rõ. |             |                   |      |         |

## Thông tin nhân khẩu
| Năm    | 1962 | 1968 | 1975 | 1982 | 1990 | 1999 | 2005 |
| ------ | ---- | ---- | ---- | ---- | ---- | ---- | ---- |
| Dân số | 841  | 806  | 788  | 747  | 855  | 790  | 819  |